# غوردون هنتر
غوردون هنتر (بالإنجليزية: Gordon Hunter)‏ (8 نوفمبر 1954 في المملكة المتحدة - ) هو لاعب كرة قدم بريطاني في مركز الدفاع. لعب مع شروزبري تاون ونادي يورك سيتي ونورثويتش فيكتوريا.